# Constant de Michaelis-Menten
La constant de Michaelis-Menten (Km) correspon a la concentració de substrat a la qual la velocitat de reacció enzimàtica representa un valor igual a la meitat de la velocitat màxima.
En un medi amb condicions definides de pH i de temperatura, la constant té un valor fix per a cada enzim i serveix per a caracteritzar-la.
Descriu la cinètica enzimàtica de moltes d'elles. Va ser nomenada en honor de Leonor Michaelis i de Maud Menten. Aquest model cinètic és vàlid només quan la concentració d'enzim és molt menor que la concentració del substrat (per exemple, la concentració d'enzims és el factor limitant), i quan l'enzim no té regulació al·lostèrica.